# Бион 3
Бион 3, още познат като Биокосмос 3 и Космос 782, е първият спътник, където американски и съветски учени провеждат биомедицински изследвания. Направени са 14 експеримента, приготвени от седем страни с участието на учени от Франция, Чехословакия, Унгария, Полша и Румъния.
Изстрелян от Плесецк на 25 ноември 1975 г., биосателитът пада в Сибир на 15 декември. Мисията приключва след 19,5 дни.
Повеме от 20 различни вида е имало на мисията, включително двадесет и пет необуздани мъжки плъхове Вистър, плодни мухи (Drosophila melanogaster), 1000 зародиша на рибата Fundulus heteroclitus (малка плитководна лещанка). Американският радиационен дозиметър експериментирал също без използването на биологичен материал.